# Jan Andrzej Borch
Jan Jędrzej (Andrzej) Józef Borch (Borek) herbu Trzy Kawki (ur. 1713, zm. 3 października 1780 w Warszawie) – kanclerz wielki koronny w 1780 roku, podkanclerzy koronny w latach 1767–1780, wojewoda inflancki w latach 1765–1767, podkomorzy inflancki w latach 1744–1765, starosta brodajski w 1746 roku, starosta człuchowski w latach 1771–1773, starosta ludecki w 1761 roku, starosta lucyński w latach 1762–1772, starosta markowski w 1746 roku, starosta wilczański w 1746 roku, asesor Kompanii Manufaktur Uprzywilejowanej w 1769 roku.

## Życiorys
Pochodził ze spolszczonej rodziny inflanckiej. Był posłem w 1735, 1758, 1760, 1761, 1762. Poseł inflancki z województwa inflanckiego na sejm 1746 roku.
Poseł inflancki z województwa inflanckiego na sejm 1760 roku.
Na sejmiku inflanckim przed sejmem konwokacyjnym (luty 1764) został wybrany posłem jako reprezentant Wielkiego Księstwa Litewskiego (był wtedy podkomorzym inflanckim). W obradach sejmu nie wziął jednak udziału.
Od 1758 związał się z księciem Kurlandii Karolem Krystianem. Poseł inflancki na sejm nadzwyczajny 1761 roku z województwa inflanckiego.
W 1763 posłował do Rosji w sprawach kurlandzkich. W roku 1740 książę Kurlandii i Semigalii Ernest Jan Biron został wygnany na Sybir, a Kurlandia dostała się pod wpływy Sasów. Wprawdzie stany kurlandzkie powołały (1741) na tron Ludwika Ernesta Brunszwickiego, ale reakcja Polski na tę decyzję była negatywna. Po walkach doszło do wyboru (1758) księcia saskiego Karola Krystiana, polskiego królewicza (syna Augusta III). Tymczasem Biron powrócił z wygnania, a gdy Katarzyna II Wielka zażądała zwrócenia mu wszystkich urzędów, Karol został zmuszony do ustąpienia (1763).
Borch bezskutecznie protestował przeciw usunięciu Karola w Petersburgu, przy okazji przekonując się naocznie o poparciu jakim cieszy się w u Katarzyny II, Stanisław Poniatowski, (niedługo już (1764) król Polski). W 1764 Polska nadała tytuł księcia Kurlandii Bironowi. Poseł województwa inflanckiego z Litwy na sejm konwokacyjny 1764 roku. W 1764 roku na sejmie koronacyjnym wyznaczony do komisji do compositio inter status. 23 października 1767 wszedł w skład delegacji Sejmu, wyłonionej pod naciskiem posła rosyjskiego Nikołaja Repnina, powołanej w celu określenia ustroju Rzeczypospolitej. Był członkiem konfederacji radomskiej 1767 roku.
W 1767 przyjął podkanclerstwo koronne. W 1767 został kawalerem Orderu Świętego Stanisława, w 1768 odznaczony Orderem Orła Białego, posiadał holsztyński Order Świętej Anny.
Biernie popierał konfederację barską, sprzeciwił się sekwestracji dóbr Pułaskich przez Rosjan. Gdy poseł rosyjski Michaił Wołkoński groził mu aresztem, Borch replikował mu głośno : "zginąć od miecza konfederacji byłoby hańbą, od miecza ambasadorskiego zaszczytem". W 1770 jego dobra zasekwestrowali Rosjanie. Członek konfederacji 1773 roku, podpisał się na pierwszym zniszczonym egzemplarzu aktu konfederacji, następnie 16 kwietnia 1773 roku złożył przyrzeczenie (sponsję), że podpisze ponownie konfederację. Jako członek delegacji na Sejmie Rozbiorowym 1773-1775 był przedstawicielem opozycji. W 1775 został wojewodą inflanckim. 18 września 1773 roku podpisał traktaty cesji przez Rzeczpospolitą Obojga Narodów ziem zagarniętych przez Rosję, Prusy i Austrię w I rozbiorze Polski. Członek konfederacji Andrzeja Mokronowskiego w 1776 roku i poseł na sejm 1776 roku.
W 1780 mianowany został kanclerzem wielkim koronnym.

## Literatura dodatkowa
- Władysław Konopczyński: Borch Jan. W: Polski Słownik Biograficzny. T. 2: Beyzym Jan – Brownsford Marja. Kraków: Polska Akademia Umiejętności – Skład Główny w Księgarniach Gebethnera i Wolffa, 1936, s. 311–312. Reprint: Zakład Narodowy im. Ossolińskich, Kraków 1989, ISBN 83-04-03291-0